# بحيرة جورت
بحيرة جورت أو ميانشة هي من البحيرات ذات المياه العذبة والتي تقع في محافظة مازندران شمال إيران، وتزيد مساحة هذه البحيرة عن هكتارين ونصف الهكتار تقريباً وظهرت بفعل زلزال وقع عام 1939م حيث أدى ذلك إلى انسداد مجرى مياه عين ماء وايجاد البحيرة. تُعتبَر البحيرة والغابات المحيطة بها من المناطق التي تتمتع بمشاهد ومناظر طبيعية رائعة.
- يُذكَر ان محافظة مازندران إلى جانب محافظة جيلان هما من المحافظات التي تتميز بالغابات والبحيرات والهدوء والجمال الطبيعي. وهي تطل على بحر قزوين. كما أن طبيعتها الخضراء جعلت من المحافظتين مقصداً لرحلات السياح في الشتاء والصيف.[6]

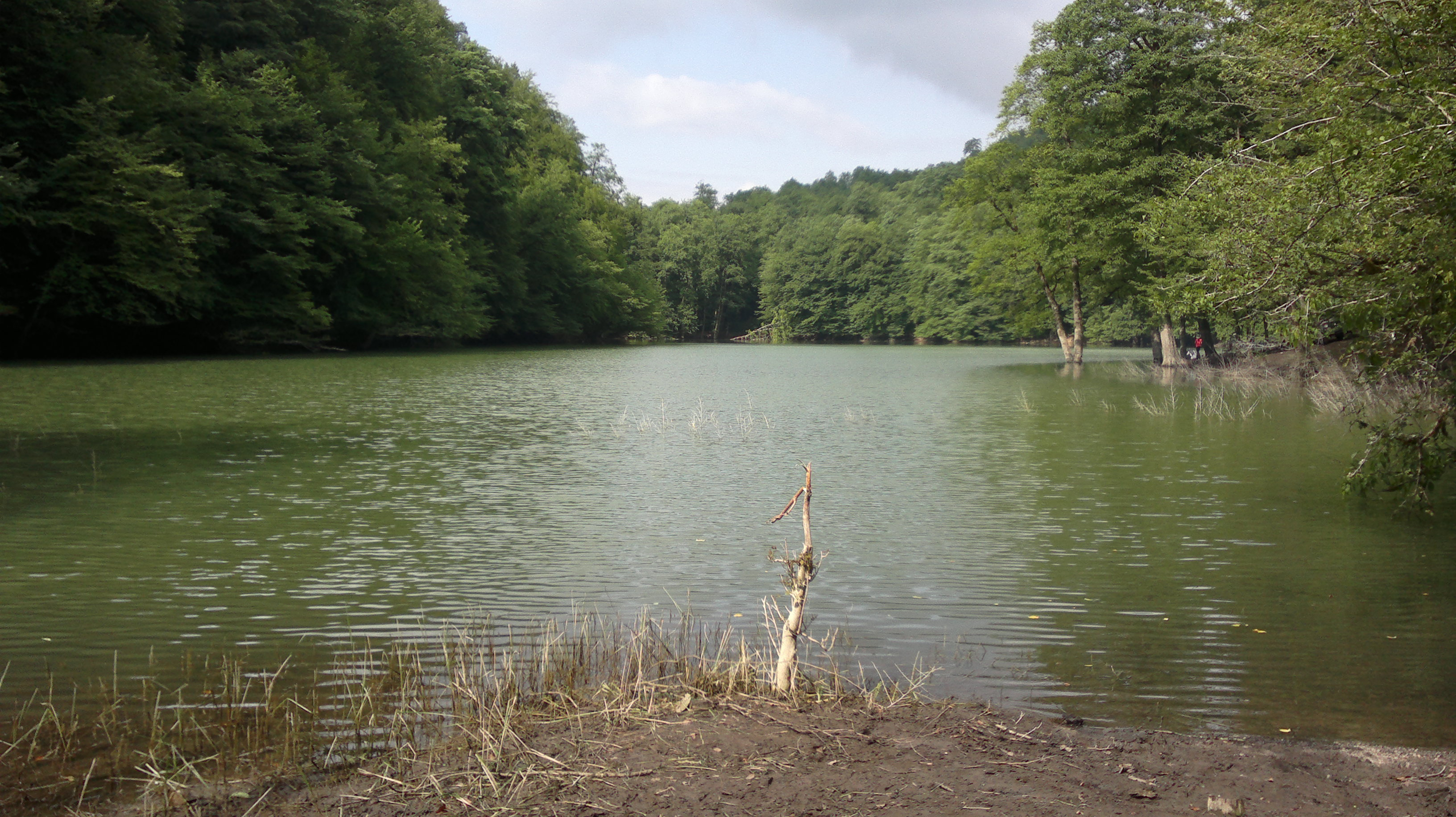
بحيرة جورت ذات المياه العذبة

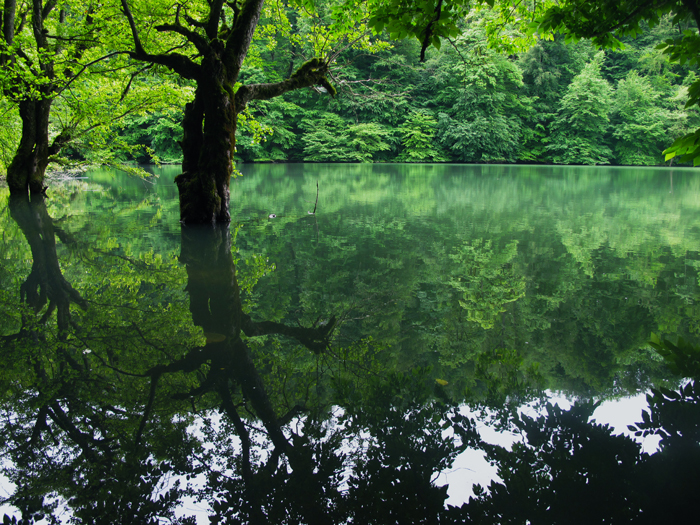
بحيرة جورت او ميانشة

## سبب التسمية
اشتهرت وعُرِفَت بحيرة جورت بهذا الاسم بسبب وقوعها في قرية اسمها تشورت وبذلك فقد اخذت البحيرة هذا الاسم من القرية الواقعة فيها، بينما يسميها السكان المحليون اسم بحيرة ميانشه وبعضهم يسميها باسم القرية المذكورة ايضاً.

## التكوين
تُعتبَر بحيرة جورت إحدى البحيرات قريبة العهد لكونها نشأت وتكوَّنت منذ عام (1939م) إثر زلزال ضرب المنطقة وتسبب بانهيار التربة وقطع مسيرة المياه الجارية هناك، لذلك تتجمع هذه المياه باستمرار لتغذي هذه البحيرة.

## الموقع
تقع بحيرة جورت على بعد 10 كيلومترات من قرية جورت التابعة لقضاء ساري مركز محافظة مازندران المطلة على بحر قزوين. ولا تبعد محافظة مازندران عن العاصمة الإيرانية طهران سوى نحو ساعتين، ما يجعل السفر إليها سهلاً وبسيطاً ودون تكاليف، لاسيما وأن إيران تُعتبَر أرخص دولة للسياح الأجانب على المستوى العالمي.

## الجغرافيا
بشمال إيران وفي محافظة مازندران وفي الطريق من ساري إلى كياسر بالقرب من قرية جورت وفي قلب الغابات الكثيفة العذراء توجد بحيرة جورت والتي تتميز المنطقة المحيطة بها بمناظر طبيعية عذراء حيث تُعَد هذه البحيرة من أجمل معالم مازندران الملفتة لنظر عشاق الطبيعة الخريفية والسياحة البيئية لا سيما إن كانت مقصد اسفارهم منذ أواسط الخريف أي حوالي أواسط نوفمبر وديسمبر.

## طالع أيضًا
- بحر قزوين
- ينبوع بلقيس
- الحديقة الوطنية للنباتات في ايران